# Brenno Del Giudice
Brenno Del Giudice (Venezia, 23 novembre 1888 – Venezia, 6 dicembre 1957) è stato un canottiere e architetto italiano, che ad una carriera sportiva di successo nel canottaggio assieme al fratello gemello Scipione fece seguire un'altrettanto brillante carriera professionale in architettura.

## Biografia
Brenno Del Giudice nasce a Venezia il 23 novembre 1888; il canottiere Scipione Del Giudice era suo fratello gemello.

### Carriera sportiva
I gemelli Del giudice si uniscono giovanissimi al Rowing Club Francesco Querini di Venezia. Assieme a Ercole Olgeni e Mario Tres e al timoniere Giuseppe Mion, Scipione e Brenno formano un fortissimo quattro con che nel 1908 li porta a Lucerna alla conquista del primo titolo europeo. L'anno successivo a Parigi (con Luigi Ermellini ora al posto di Ercole Olgeni) e ancora a Ostenda nel 1910 l'equipaggio ripete il successo europeo. Gli stessi quattro (con il timoniere Mion) contribuiscono a Parigi anche all'argento dell'otto (di cui fa parte anche il fratello minore di Scipione e Brenno, Curzio).
Agli Europei di Como del 1911, gli equipaggi sono ancora gli stessi ma le parti ora si invertono con l'oro dell'otto e l'argento del quattro con.

### Carriera di architetto
Brenno studiò all'Accademia di belle arti di Venezia e divenne professore di disegno architettonico nel 1908. Dal 1919 collaborò nello studio di Giuseppe Torres. Dal 1927 al 1936 all'attività di libero professionista affiancò l'insegnamento all'Istituto Superiore di Architettura di Venezia, dove era professore di Architettura minore.
Nel 1925 realizzò a Vidor (TV) la Chiesa Monumento ai Caduti.
Alla fine degli anni venti un suo progetto vinse il concorso indetto per la costruzione della nuova cattedrale della Spezia; ma il suo progetto tuttavia non fu realizzato e la Cattedrale fu poi costruita negli anni cinquanta su disegno di Adalberto Libera.
Costruì diversi edifici a Venezia, tra i quali alcuni padiglioni della Biennale di Venezia (il padiglione Venezia nel 1932, il padiglione Grecia nel 1934, i padiglioni Jugoslavia, Romania e Polonia nel 1938) e l'attuale Villa Mirandolina (allora Villa Rossi) e la Casa del Farmacista al Lido di Venezia nel 1923-1924. Nel 1937 progettò il palazzo del Circolo Ufficiali della Marina Militare di Taranto.
Nel 1956 realizzò, sempre a Venezia, l'hotel Cipriani alla Giudecca.